# Cymindis coadunata
Cymindis coadunata es una especie de escarabajo de la familia Carabidae.

## Distribución geográfica
Se distribuye por el centro y sur de Europa.